# Ранс (Во)
Ранс (фр. Rances) — громада  в Швейцарії в кантоні Во, округ Юра-Нор-Водуа.

## Географія
Громада розташована на відстані близько 75 км на захід від Берна, 27 км на північ від Лозанни.
Ранс має площу 9,8 км², з яких на 5,3% дозволяється будівництво (житлове та будівництво доріг), 59,6% використовуються в сільськогосподарських цілях, 34,7% зайнято лісами, 0,4% не є продуктивними (річки, льодовики або гори).

## Демографія
2019 року в громаді мешкало 504 особи (+17,2% порівняно з 2010 роком), іноземців було 10,7%. Густота населення становила 51 осіб/км².
За віковим діапазоном населення розподілялося таким чином: 21,8% — особи молодші 20 років, 59,5% — особи у віці 20—64 років, 18,7% — особи у віці 65 років та старші. Було 198 помешкань (у середньому 2,5 особи в помешканні).
Із загальної кількості 100 працюючих 26 було зайнятих в первинному секторі, 24 — в обробній промисловості, 50 — в галузі послуг.